# Festuca pratensis
La Festuca pratensis es una especie de gramíneas de las Poaceae, frecuentemente usada como planta ornamental.

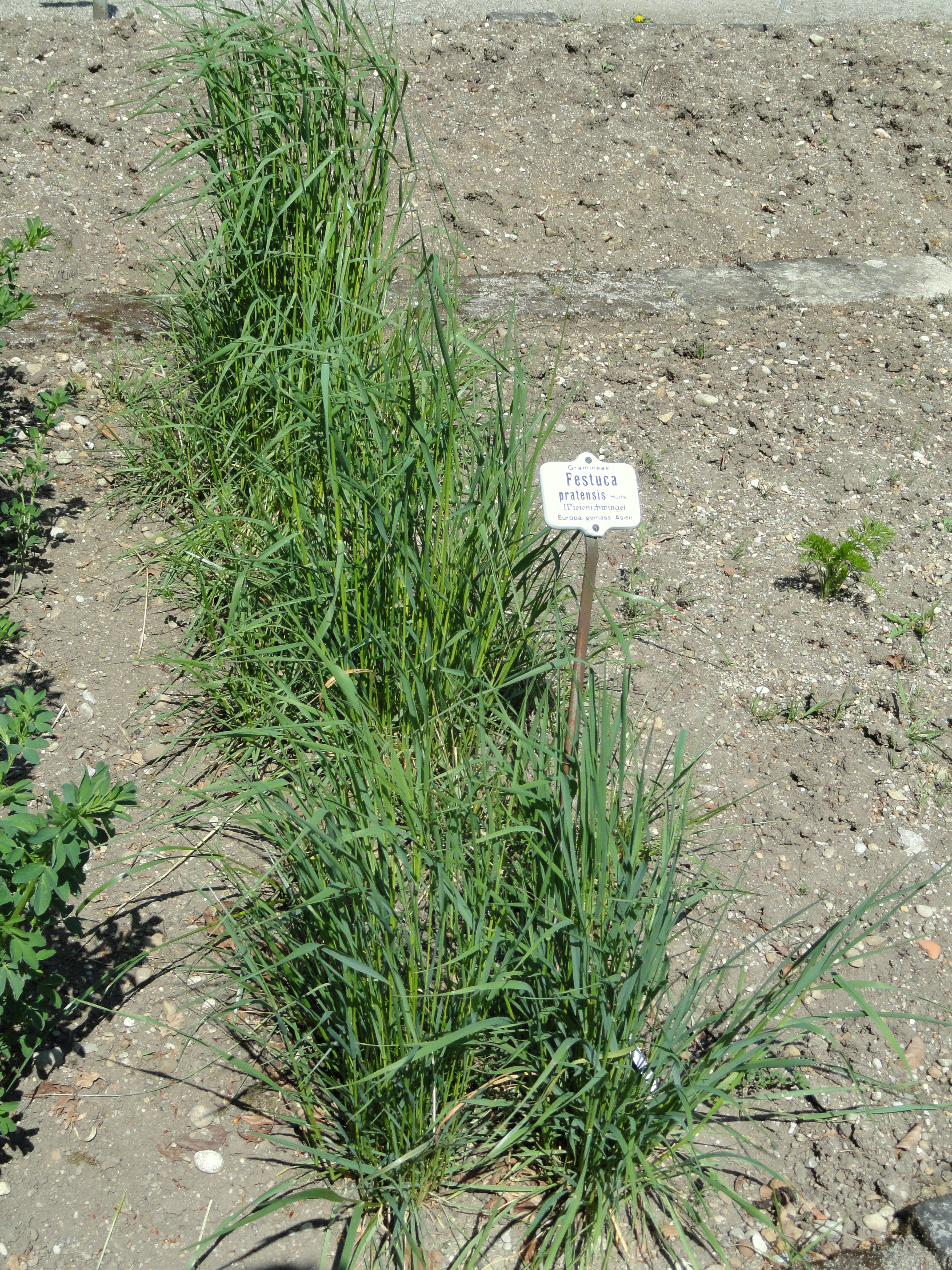
Vista de la planta

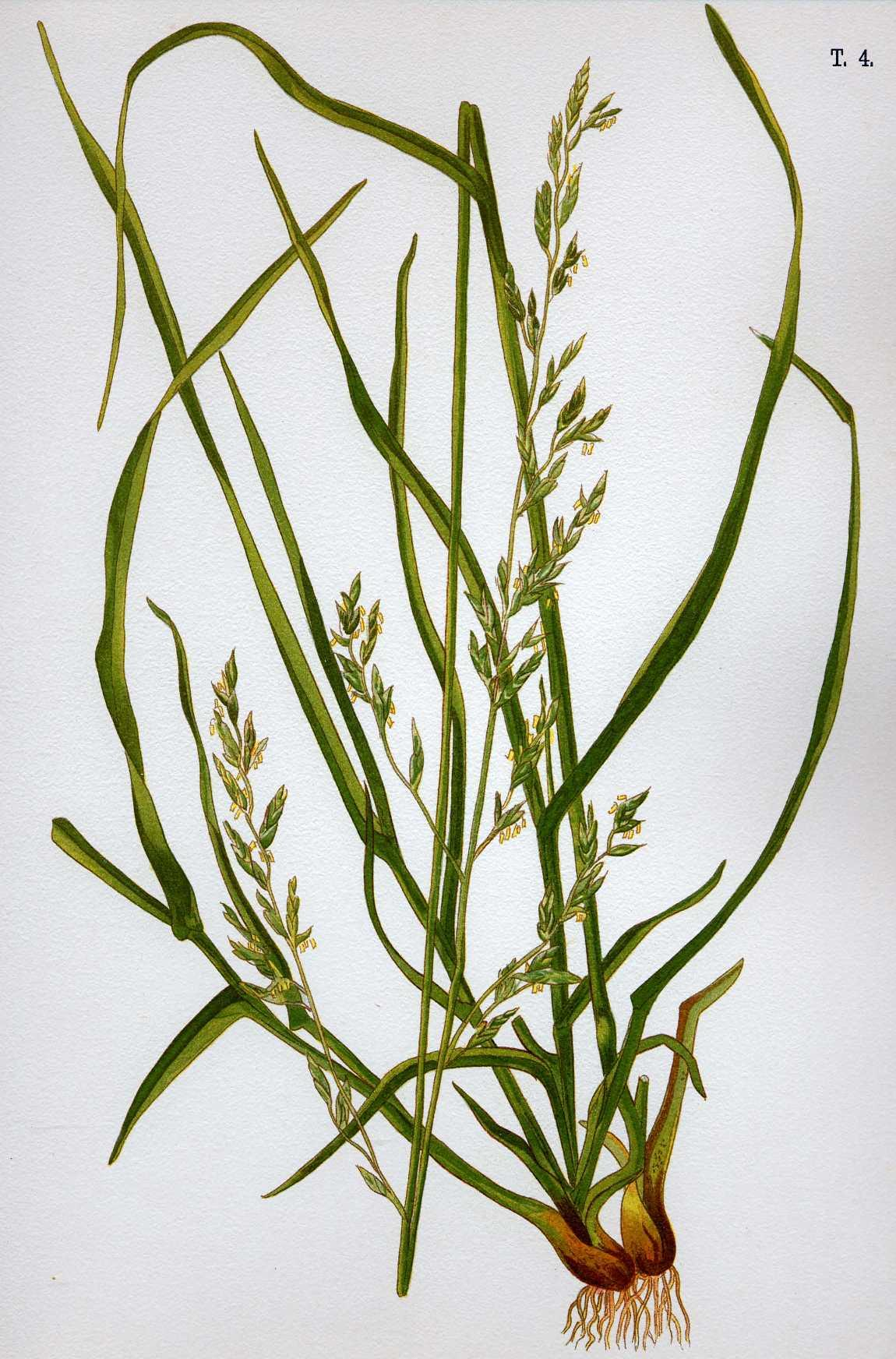
Ilustración

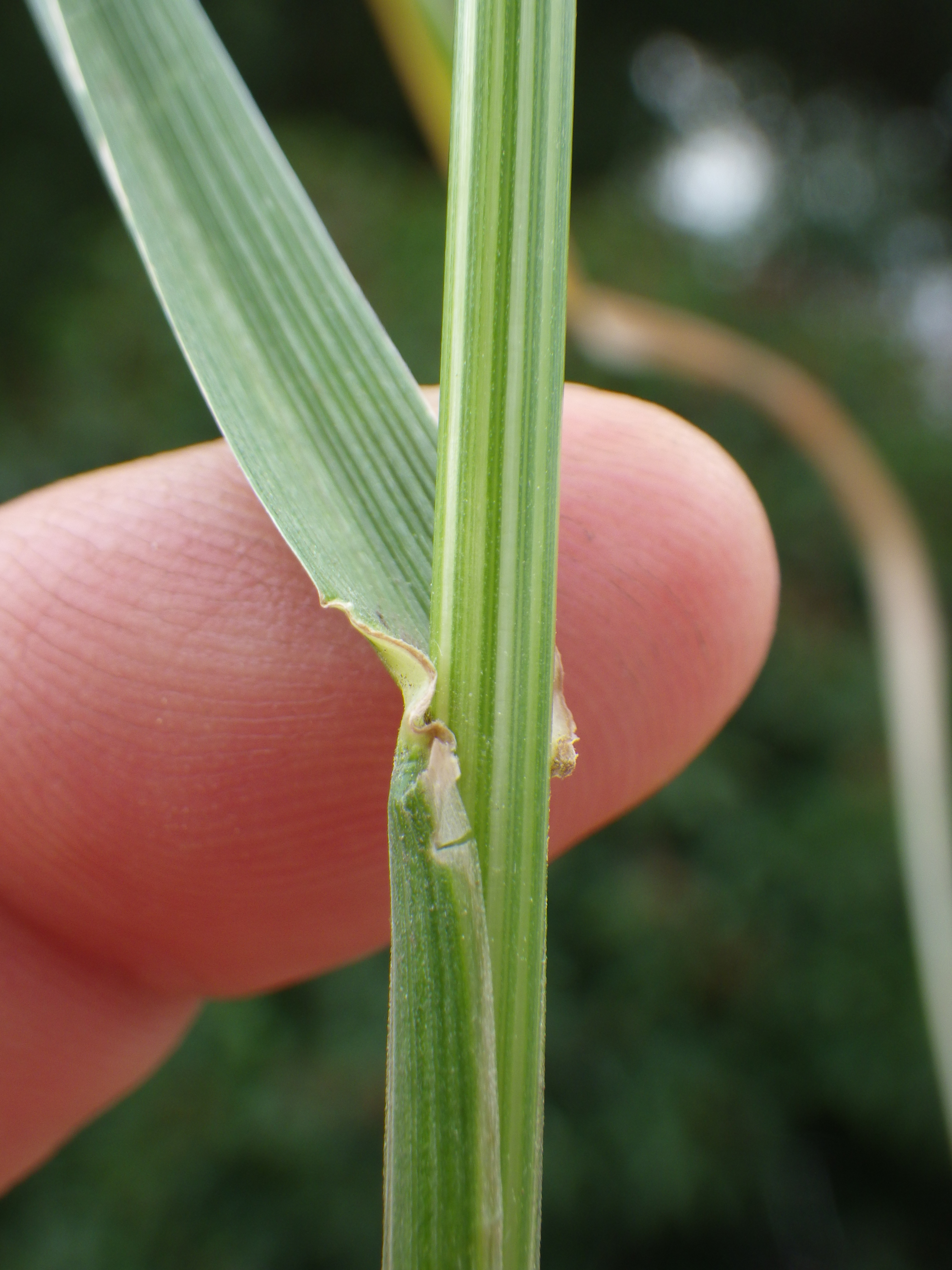
Detalle de la planta

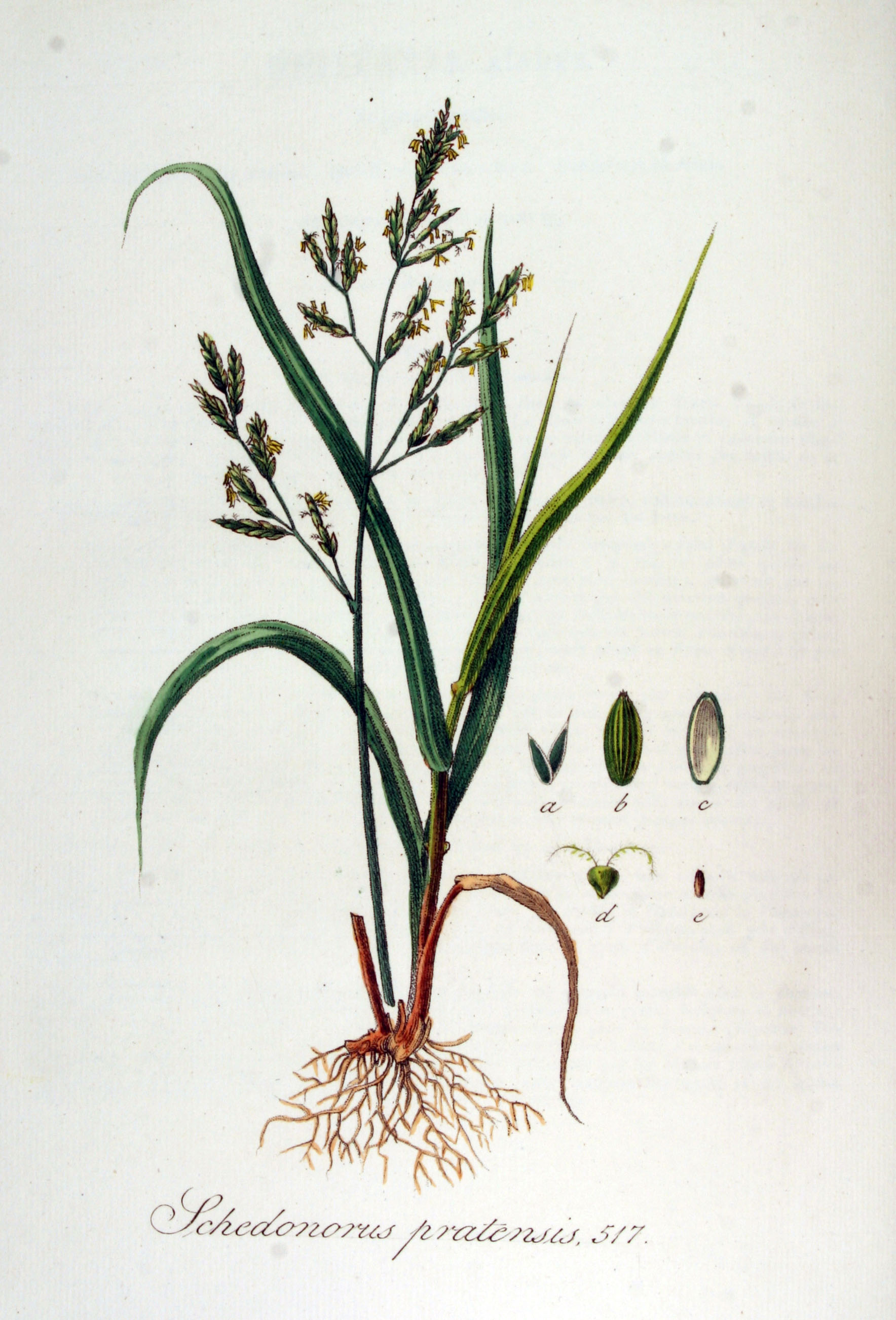
Ilustración

## Descripción
Se trata de una planta herbácea perenne de talla elevada y porte erecto, pudiendo llegar a alcanzar una altura de entre 30 y 120 cm.
El sistema radicular discurre de manera superficial.
La inflorescencia es una panícula laxa y estrecha generalmente con una curvatura unilateral. Las espiguillas son cilíndricas, con 5-14 flores.
Las semillas son muy pequeñas de color pajizo claro. Aproximadamente 1000 semillas pesan 1,4-1,7 gramos. Estas son semejantes a las semillas de Lolium arundinaceum y pueden llegar a confundirse con las semillas de alguna especie el género Lolium.
La lema es membranosa, muy endurecida, de 6-8 mm, lisa y con nervios. El ápice es agudo pero no llega a ser aristado.
La palea tiene la misma longitud que la lema, con las 2 quillas ligeramente ásperas.
El pedicelo mide de 1 a 2,5 mm, es de forma cilíndrica, muy fino y liso. En el eje del pedicelo se observa una cicatriz horizontal.
El grano es liso, aovado-oblongo, de 3-4 x 1,5 mm, de color pardo claro. Por el dorso es convexo, con una depresión en la cara ventral y en el ápice por un ancho surco con un relieve longitudinal.
El embrión se encuentra deprimido, pero saliente en la base.
La plántula es erecta, con el coleoptilo aplastado, poco emergente de color verde o amoratado. La primera hoja es filiforme. En estado de plántula se puede confundir con Lolium multiflorum con gran facilidad.
Como planta adulta tiene las hojas anchas, de hasta 8 mm, con el limbo plano, con lígula membranosa y aurículas glabras.
En la base de la planta es donde se concentra el mayor número de hojas pudiendo llegar a tener hasta 16 hojas adultas. El nervio medio es prominente en el envés.
El cuello del a planta es blanquecino.

## Forma biológica
Se trata de una planta hemicriptófita que florece en los meses de mayo, junio y julio.

## Suelos
Se encuentra en suelos profundos, de buena calidad, con substrato calizo preferentemente y algo húmedo, aunque puede vegetar en condiciones más adversas, siempre que el suelo sea compacto. Prefiere suelos de pH neutro o ligeramente ácido.

## Enfermedades
En cuanto a enfermedades es sensible a la roya de hoja y de la corona.

## Hábitat
Es originaria de Eurasia aunque su cultivo se ha extendido a otros continentes de climas templados y fríos. Se desarrolla con precipitaciones superiores a los 600 mm anuales o con riego. Resiste bien el frío y las heladas y soporta mal la sequía y el calor y puede resistir el encharcamiento.
De forma espontánea, en España, se encuentra por la Cornisa Cantábrica y zonas de montaña, Pirineos principalmente.

## Características agronómicas
Produce forraje de buena calidad, mejor que la mayoría de las gramíneas pratenses, pudiendo llegar a alcanzar un valor pratense de 5.
Sometida a pastoreo forma una pradera densa con elevada producción de hojas.
En condiciones de mal almacenaje pierde valor germinativo. Se suele sembrar a dosis de 15 a 20 kg·ha-1 en mezclas con tréboles blancos y/o violetas.
Preferiblemente se debe sembrar en otoño, excepto en zonas muy frías donde se puede retrasarse la siembra a primavera, siempre y cuando haya una suministro de agua garantizado durante el invierno sea de lluvia o agua de riego.
Si tiene humedad suficiente durante el verano y las temperaturas no son extremas no entra en estado de reposo. Si las condiciones durante el verano no son las adecuadas la planta se seca.
Durante el otoño el crecimiento se detiene pronto, pero mantiene hojas verdes apetecibles para el ganado. Por ello se emplea en muchas ocasiones como pasto reservado de otoño.
En primavera rebrota bastante tarde.
Festuca pratensis acepta el pastoreo y la siega, pudiendo llegar a persistir entre tres y cinco años. Por esas razones se emplea frecuentemente también en mezclas de céspedes
En España es poco utilizada como pratense, debido a su baja resistencia a la sequía y el calor.
Como pasto es más adecuada para ganado vacuno que lanar.

## Producción
La producción de forraje se estima entre 23-31,5 t/ha, una producción de paja de 6,1 – 11,5 t/ha y una producción de semilla de 350-500 kg/ha.

## Taxonomía
Festuca pratensis fue descrita por Ramond ex DC. y publicado en Flora Anglica 37. 1762.
Citología
Número de cromosomas de Festuca eskia (Fam. Gramineae) y táxones infraespecíficos: n=7; 2n=14
Etimología
Festuca: nombre genérico que deriva del latín y significa tallo o brizna de paja, también el nombre de una mala hierba entre la cebada.
pratensis: epíteto latino que significa "de los prados".
Sinonimia
- Bromus pratensis (Huds.) Spreng.,
- Bucetum pratense (Huds.) Parn.,
- Festuca fluitans L. var. pratensis (Huds.) Huds.,
- Festuca elatior L. subsp. pratensis (Huds.) Hack.,
- Lolium pratense (Huds.) Darbysh.,
- Tragus pratensis (Huds.) Panz. ex B.D.Jacks.,
- Schedonorus pratensis (Huds.) P.Beauv.)
- Festuca americana (Pers.) F.Dietr.
- Festuca apennina De Not.
- Festuca apennina subsp. pubescens Prodán
- Festuca arctica Schur
- Festuca australis Schur
- Festuca glabra Spreng.
- Festuca heteromalla Pourr.
- Festuca multiflora C. Presl
- Festuca pluriflora Schult.
- Festuca poioides Michx.
- Festuca pubescens Prodán
- Festuca radicans (Dumort.) Steud.
- Lolium festuca Raspail ex Mutel
- Poa intermedia Koeler
- Schedonorus americanus (Pers.) Roem. & Schult.
- Schedonorus apenninus (De Not.) Tzvelev
- Schedonorus radicans Dumort.[4][5]

## Nombre común
- Castellano: cañuela, cañuela de prados.[6]